# Can You Feel Anything When I Do This?
Can You Feel Anything When I Do This? este o colecție de povestiri științifico-fantastice de Robert Sheckley din decembrie 1971. A fost publicată de editura  Doubleday. A fost republicată de Pan Books sub denumirea The Same To You Doubled.
Conține povestirile:
- "The Same to You Doubled" (Playboy 1970/3)
- "Cordle to Onion to Carrot" (Playboy 1969/12)
- "The Petrified World" (If 1968/2)
- "Game: First Schematic"
- "Doctor Zombie and His Little Furry Friends"
- "The Cruel Equations"
- "Can You Feel Anything When I Do This?" (Playboy 1969/8)
- "Starting from Scratch" (The Magazine of Fantasy & Science Fiction 1970/11)
- "The Mnemone"
- "Tripout"
- "Notes on the Perception of Imaginary Differences"
- "Down the Digestive Tract and into the Cosmos with Mantra, Tantra and Specklebang" (Galaxy 1971/2)
- "Pas de Trois of the Chef and the Waiter and the Customer" (Playboy 1971/8)
- "Aspects of Langranak"
- "Plague Circuit"

## Legături externe
- en  Istoria publicării lucrării Can You Feel Anything When I Do This? la Internet Speculative Fiction Database